# 佩内洛普·威爾頓
佩内洛普·威爾頓女爵士，DBE（1946年6月3日—），英國當代電影藝術家。她在英國廣播公司（BBC）的電視連續劇《Ever Decreasing Circles》（1984-1989年）中與理查德·貝爾斯（Richard Briers）合演而知名。之後在很多電視連續劇和電影中演出配角，包括《The Borrowers》（1992 年）和《The Return of the Borrowers》（1993 年）出臺亮相。在《神秘博士》（Doctor Who，2005-2008 年）中飾演Harriet Jones，在ITV電視劇《唐顿庄园》（2010-2015 年）中飾演伊索貝爾·克勞利（Isobel Crawley）。2011年及2015年演出電影《金盞花大酒店》及《金盞花大酒店2》。2018年在根據同名小説《根西島讀書會和馬鈴薯皮派》改編的電影中，飾演艾米利亞·格瑞特太太。

## 外部來源
- Penelope Wilton在互联网电影资料库（IMDb）上的資料（英文）
- . charactour.   [2024-03-17]. （原始内容存档于2024-03-17） （英语）.
- . VOGUE TAIWAN. 2015-03-02  [2024-03-17]. （原始内容存档于2024-03-17） （中文（臺灣））.